# Iris Johansson

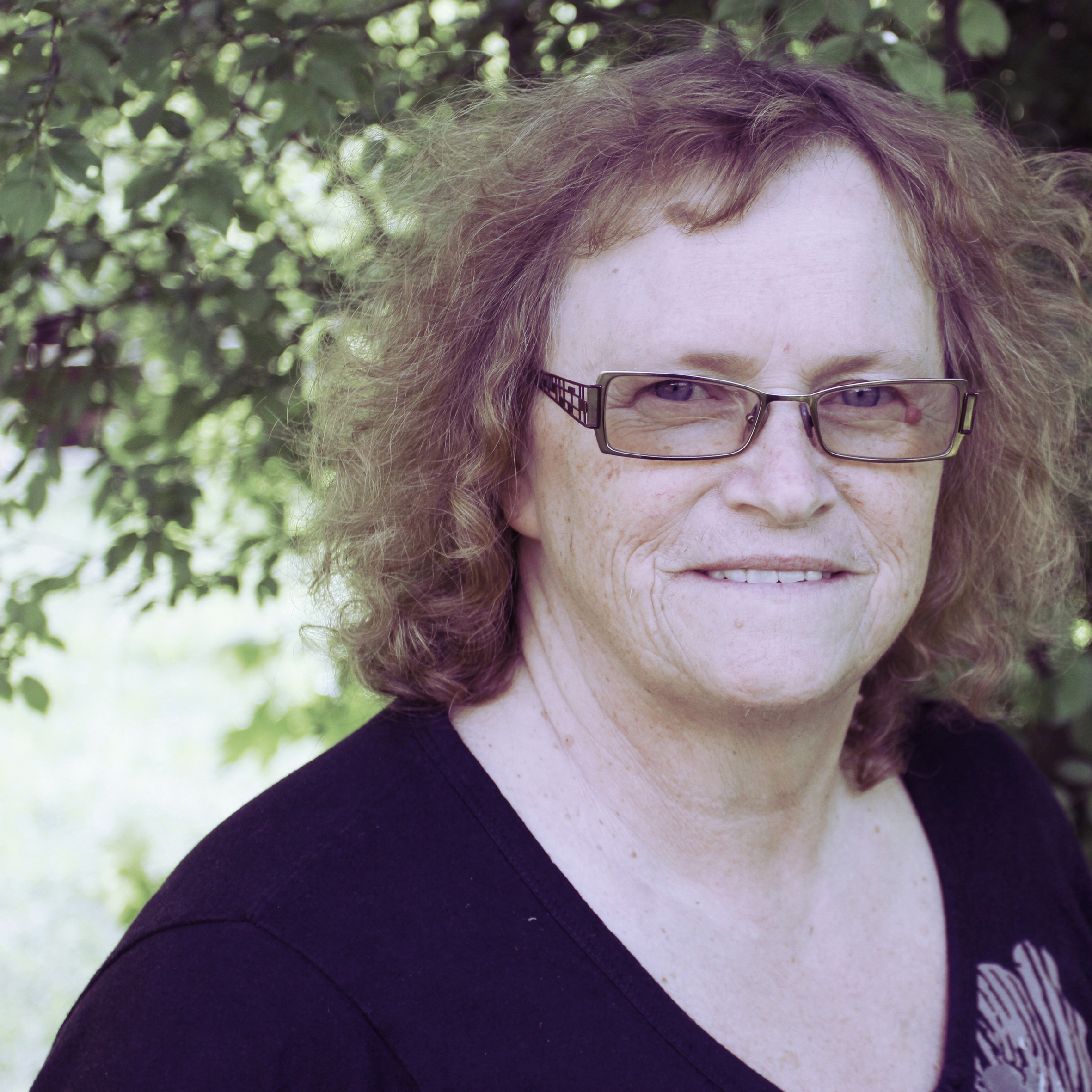
Iris Johansson, 2012

Iris Johansson (* 8. April 1945 in Västergötland) ist eine schwedische Buchautorin, Seminarleiterin, Mentorin und Betreuerin u. a. von Missbrauchsopfern, Menschen mit psychischen oder Beziehungsproblemen. Sie lebt in Schweden und Ägypten.
Iris Johansson ist eine Autistin, die sich selbst ab dem 12. Lebensjahr beigebracht hat, so zu kommunizieren, dass andere Menschen durch ihre Krankheit nicht gestört werden und sie sich so in „normaler“ Weise austauschen kann. Ihr Spezialgebiet, das sie sich als Autistin vorgenommen hat, ist die Erforschung der vielfältigen Arten und Wirkungsweisen der Kommunikation zwischen Menschen. Dafür greift sie auch auf ihre innere Erlebniswelt als Autistin zurück, die ihr eine andere Sicht auf Kommunikationsverhalten, innere Konflikte, zwischenmenschliche Rituale etc. ermöglicht. Die Ergebnisse dieser Forschung bilden heute die Grundlage für ihre Arbeit.
Iris Johansson war 25 Jahre lang verheiratet und hat eine Tochter. Ein weiteres Kind starb kurz nach der Geburt.

## Leben
Iris Johansson verbrachte ihre Kindheit auf einem Bauernhof inmitten einer Großfamilie, an die sich ein noch größeres Kollektiv mit sozialem Engagement anschloss. Besonders ihr Vater bemühte sich darum, dass sie trotz ihres autistischen Verhaltens nicht aus der Gemeinschaft ausgeschlossen wurde. Sie konnte dadurch ihren Weg finden und ein vollkommen eigenständiges Leben führen. Der Vater wusste selbst nicht, dass sie Autistin war, bemühte sich aber unermüdlich darum, dass sie in Kontakt zu anderen Menschen kam und blieb. Sie lernte mit 14 Jahren Lesen und Schreiben und arbeitete nach ihrer Schulzeit in einem Friseursalon, später als Kinderkrankenschwester und als Erzieherin in einem Jugendhaus. Sie studierte dann Religionsphilosophie, Pädagogik und Psychologie und leitete Einrichtungen für schwer erziehbare Jugendliche. Ihre Biografie En annorlunda barndom war in Schweden ein Bestseller und ist 2012 in deutscher Sprache erschienen (Eine andere Kindheit).

## Schriften
- Gemeinsam im Gespräch … über Sexualität. Amazon KDP, 2021, ISBN 979-8-6830-6996-4
- Gemeinsam im Gespräch … über Irrgefühl. BoD – Books on Demand, 2020, ISBN 978-3-7519-3643-9
- Eine andere Kindheit – Mein Weg aus dem Autismus. Urachhaus, 2012, ISBN 978-3-8251-7791-1 (Engl.: A Different Childhood).
- Persönliche Entwicklung durch Kommunikation – In der Arbeit mit Kindern, die ein „unaktzeptierbares“ Verhalten aufweisen. Wrå Förlag, 2006, ISBN 978-91-975498-2-0.
- Anpassung – Anregungen zum Gespräch. Wrå Förlag, 2008, ISBN 978-91-975498-3-7.
- Ausgebranntsein – Anregungen zum Gespräch. Wrå Förlag, 2008, ISBN 978-91-975498-4-4.